# Boll Weevil Song
«The Boll Weevil Song» — песня американского R&B-певца Брука Бентона, вышедшая в 1961 году на альбоме The Boll Weevil Song and 11 Other Great Hits.
Сингл достиг второго места в американском чарте Billboard Hot 100.

## История
Эта классическая блюзовая песня посвящена истории борьбы с хлопковым долгоносиком (лат. Anthonomus grandis), насекомым-вредителем, которое в XIX — начале XX веков нанесло американским фермерам огромный ущерб (но также научило выживать и жуку поставили памятник). Песня повествует о диалоге хлопкового долгоносика с фермером. Она также известна под названиями «Boweavil» и «Blow Weevil Blues» и имеет народное авторство и множество исполнителей, включая таких как рок-гитарист Эдди Кокран (1959), поп-певица Конни Фрэнсис (1961), Гарри Белафонте (1968), фолк-музыканты Вуди Гатри и Пит Сигер (1970), голландская рок-группа Shocking Blue (1969). Её в 1920-60-х годах также записали несколько блюзовых музыкантов. Адаптация песни 1961 года, исполненная Бруком Бентоном стала поп-хитом, достигнув второго места в американском хит-параде Billboard Hot 100.
«The Boll Weevil Song» провела три недели на позиции № 2 в чарте Hot 100, а также была на втором месте в соул-чарте R&B chart. 17 июля 1961 года журнал Billboard Magazine запустил свой новый хит-парад «Easy Listening chart» (в 1979 году переименованный в Adult Contemporary chart) специально для лёгких популярных мелодий, отличных от рок-н-ролльных записей. И песня «The Boll Weevil Song» стала первым чарттоппером нового хит-парада Billboard Easy Listening.

## Чарты

### Еженедельные чарты
| Чарт (1961)                      | Высшая позиция |
| -------------------------------- | -------------- |
| Великобритания, UK Singles Chart | 30             |
| США (Billboard Hot 100)          | 2              |
| США, US Hot R&B Sides            | 2              |
| США, Easy Listening chart        | 1              |

### Годовые итоговые чарты
| Чарт (1961)                                  | Позиция |
| -------------------------------------------- | ------- |
| Year-End Hot 100 singles of 1961 (Billboard) | 25      |